# Anomis eueres
Anomis eueres là một loài bướm đêm trong họ Erebidae.